# Ali Riley
Alexandra Lowe Riley (Los Ángeles, California, Estados Unidos; 30 de octubre de 1987) es una futbolista neozelandesa que juega como defensora para el Angel City FC de la National Women's Soccer League (NWSL) de Estados Unidos. Es internacional con la selección de Nueva Zelanda, de la cual es capitana.

## Trayectoria

### FC Gold Pride
Riley fue seleccionada en el décimo turno del draft de la WPS por el FC Gold Pride en enero de 2010. Su posición natural en la selección de Nueva Zelanda era de lateral derecho pero en su nuevo club se la vio por la banda izquierda. La defensora registró tres asistencias en su temporada debut, ganó el campeonato y fue nombrada Novata del Año.

### Western New York Flash
Al convertirse en agente libre luego de que el Gold Pride atravesara problemas financieros, Riley se unió al Western New York Flash de cara a la edición 2011 de la WPS, la cual conquistaría nuevamente tras derrotar al Philadelphia Independence en los penales.
Con la desaparición de la Women's Professional Soccer al año siguiente, Riley se vio repentinamente sin un club.

### LdB FC Malmö/FC Rosengård
En 2012 aterrizó en el LdB FC Malmö sueco que venía de hacerse con la Damallsvenskan el año anterior. Estrenó sus nuevos colores levantando la Supercopa de 2012 contra el Kopparbergs/Göteborg FC tras una asistencia en el minuto 89 para sellar el 2-1 definitivo a favor de su club. Jugó su primera temporada completa en 2013 cuando el FC Malmö terminó en lo más alto de la tabla.
En marzo de 2015 jugó tanto de lateral como de delantera en su segunda victoria en la Supercopa.
Con su club rebautizado como FC Rosengård, Riley fue tricampeona de la liga tras conquistarla en 2014 y 2015, obteniendo así su quinto campeonato de liga en sus ocho años de carrera.
En marzo de 2015 se la vio tanto de lateral como de delantera en su segunda victoria en la Supercopa con el Rosengård.  Meses más tarde el club ganaría el campeonato sueco por tercer año consecutivo y Riley sumaría su quinto trofeo de liga en sus ocho años de carrera.

### Chelsea
A finales de junio de 2018, se anunció que Riley dejaría el Rosengård al mes siguiente para unirse al Chelsea de la Women's Super League inglesa.

### Bayern de Múnich
En julio de 2019, Riley hizo pie en Alemania para formar parte del Bayern de Múnich de la Bundesliga Femenina.

### Orlando Pride
El 10 de febrero de 2020, Riley regresó a los Estados Unidos firmando para el Orlando Pride de la NWSL. La temporada 2020 se pospuso debido a la pandemia de coronavirus y la NWSL finalmente programó la Challenge Cup 2020 con un calendario más pequeño. Sin embargo, a pocos días de iniciar el certamen, el equipo se retiró del torneo luego de que varias jugadoras y miembros del personal dieran positivo en las pruebas de COVID-19.
Al no poder participar en la Challenge Cup, Riley regresó a Suecia en julio de 2020 para estar con su pareja durante la pandemia reincorporándose al Rosengård en calidad de préstamo.

### Angel City FC
Riley fue transferida al Angel City FC a finales de enero de 2022 a cambio de $15,000 en dinero de asignación y una selección de tercera ronda en el Draft de la NWSL de 2023. De esta forma, se la vio jugando en su ciudad natal por primera vez en su carrera.

## Clubes
| Club                   | País           | Año             |
| ---------------------- | -------------- | --------------- |
| Pali Blues             | Estados Unidos | 2009            |
| FC Gold Pride          | Estados Unidos | 2010            |
| Western New York Flash | Estados Unidos | 2011            |
| FC Rosengård           | Suecia         | 2012 - 2018     |
| Chelsea                | Inglaterra     | 2018 - 2019     |
| Bayern de Múnich       | Alemania       | 2019 - 2020     |
| Orlando Pride          | Estados Unidos | 2020 - 2021     |
| FC Rosengård (cedida)  | Suecia         | 2020            |
| Angel City             | Estados Unidos | 2022 - presente |

## Palmarés

### Títulos nacionales
| Título                      | Club                   | País           | Año  |
| --------------------------- | ---------------------- | -------------- | ---- |
| Women's Professional Soccer | FC Gold Pride          | Estados Unidos | 2010 |
| Women's Professional Soccer | Western New York Flash | Estados Unidos | 2011 |
| Supercopa de Suecia         | FC Rosengård           | Suecia         | 2012 |
| Damallsvenskan              | FC Rosengård           | Suecia         | 2013 |
| Damallsvenskan              | FC Rosengård           | Suecia         | 2014 |
| Damallsvenskan              | FC Rosengård           | Suecia         | 2015 |
| Supercopa de Suecia         | FC Rosengård           | Suecia         | 2015 |
| Supercopa de Suecia         | FC Rosengård           | Suecia         | 2016 |
| Copa de Suecia              | FC Rosengård           | Suecia         | 2016 |
| Copa de Suecia              | FC Rosengård           | Suecia         | 2017 |
| Copa de Suecia              | FC Rosengård           | Suecia         | 2018 |

### Títulos internacionales
| Título               | Equipo        | Sede               | Año  |
| -------------------- | ------------- | ------------------ | ---- |
| Campeonato de la OFC | Nueva Zelanda | Papúa Nueva Guinea | 2007 |
| Campeonato de la OFC | Nueva Zelanda | Nueva Zelanda      | 2010 |
| Campeonato de la OFC | Nueva Zelanda | Papúa Nueva Guinea | 2014 |
| Campeonato de la OFC | Nueva Zelanda | Nueva Caledonia    | 2018 |

(*) Incluyendo la Selección

### Distinciones individuales
| Distinción                            | Años                         |
| ------------------------------------- | ---------------------------- |
| Jugadora Joven del Año (Nike)         | 2006                         |
| Jugadora Nacional del Año (Nike)      | 2006, 2008, 2009, 2010, 2011 |
| Jugadora del Año de la OFC            | 2009, 2010                   |
| Novata del Año de la WPS              | 2010                         |
| Mejor Once de la WPS                  | 2010, 2011                   |
| Mejor Once de la Damallsvenskan       | 2013, 2014, 2015, 2016, 2017 |
| Equipo de la OFC de la Década (IFFHS) | 2011-2020                    |
| Mejor Once de la OFC (IFFHS)          | 2022                         |